# Parafia św. Jana Pawła II w Pułtusku
Parafia świętego Jana Pawła II w Pułtusku – parafia należąca do dekanatu pułtuskiego, diecezji płockiej, metropolii warszawskiej.
Została erygowana 21 czerwca 2011. Kościół parafialny poświęcono w 1718 roku.
Proboszczem jest ks. mgr Sławomir Andrzej Stefański.